# Kroonprinsleermeester
Kroonprinsleermeester (dishi) is een oude Chinese titel voor een leermeester van de kroonprins (huangtaizi 皇太子).
De titel dishi werd ook gebruikt voor de keizerlijke leermeester tijdens de Mongoolse Yuan-dynastie.

## Overzicht

### Ming-dynastie
- Jianwen: Fang Xiaoru
- Wanli: Zhang Juzheng
- Tianqi: Sun Chengzong
- Chongzhen: Wen Zhenmeng

### Qing-dynastie
- Shunzhi: Tongxiu, Adam Schall von Bell (Tang Ruowang)
- Kangxi: Adam Schall von Bell (Tang Ruowang), Chen Tingjing, Wu Ciyou, Peng Ershu, Ferdinand Verbiest (Nan Huairen)
- Yongzheng: Gong Jianfeng, He Shiji, Xu Yuanmeng, Jiang Tingxi
- Qianlong: Zhu Shi, Zhang Tingyu, Ji Cengyun, Pan Shiquan, Luosang Danbei Zhunmei, Zhang Zhao, Wen Zunhe
- Jiaqing: Wang Erlie, Zhou Huanggong, Dai Liankui
- Daoguang: Dai Liankui, Cao Chenyong
- Xianfeng: Shi Kuangyuan, Fu Shoutian, Weng Xincun
- Tongzhi: Liu Kun, Li Hongzao, Weng Tonghe
- Guangxu: Li Hongzao, Weng Tonghe, Sun Jianai, Xia Tongshan
- Pu Yi: Li Dianlin, Chen Baochen